# Begonia ×albopicta
Espèce
Synonymes
- Begonia argenteoguttata M.Lemoine[1]
- Begonia maculata var. albopicta (W.Bull) Fotsch[1]

Begonia ×albopicta (écrit aussi Begonia albopicta ou Begonia albo-picta selon les auteurs) est une espèce hybride de plantes de la famille des Begoniaceae.
Ce bégonia est originaire du Brésil. L'espèce albopicta fait partie de la section Gaerdtia ; elle a été décrite en 1885 par le botaniste William Bull (1828-1902) sous le nom d'albo-picta qui signifie « peinte en blanc » (ponctuées de blanc).
Formule d'hybridation : Begonia maculata Raddi × Begonia olbia Kerch.